# Castello di San Giorgio Piacentino
Das Castello di San Giorgio Piacentino ist eine mittelalterliche Festung im Zentrum der Gemeinde San Giorgio Piacentino in der italienischen Emilia-Romagna. Die Burg liegt nicht weit entfernt vom Nurebach in der offenen Poebene.

## Geschichte
Nachdem sich die Notwendigkeit ergeben hatte, das Zentrum von San Giorgio Piacentino, das seit altrömischer Zeit bewohnt und zu Beginn des 10. Jahrhunderts von den Ungarneinfällen betroffen war, zu befestigen, wurde von Lothar II. 948 ein Diplom herausgegeben, das den Kanonikern des Doms von Piacenza erlaubte, Befestigungen zur Verteidigung des Klosters ‚‚San Giorgio‘‘ bauen zu lassen. Der Text des Diploms, der im Detail den Typ der erlaubten Befestigung erwähnte, zeigte aber nicht an, wo genau man mit ihrem Bau beginnen sollte.
1090 wurde die Burg von den Mitgliedern der Populares-Fraktion zerstört, die sie belagert hatten, nachdem sich dorthin verschiedene Adlige geflüchtet hatten, die aus Piacenza geflohen waren. Im März 1242 wurde sie erneut zerstört, dieses Mal von Milizen aus den Provinzen Cremona und Bergamo unter der Führung von Markgraf Manfredo II. Lancia, der wiederum in Diensten des Kaisers Friedrich II. stand. Inzwischen war das Eigentum an der Burg vom Dom von Piacenza auf das Kloster San Savino übergegangen. Im 13. Jahrhundert verkauften die Mönche die Burg zusammen mit verschiedenen anderen Gütern an die Familie Anguissola. 1376 wurde erwähnt, dass die Burg unter der Kontrolle von Paolo Anguissola und einiger seiner Neffen sei. 1480 wurde das Eigentum an der Burg zusammen mit dem am Castello di San Damiano zwischen Battista und Bernardo Anguissola nach der Schätzung der zwei Meister aufgeteilt.
Ab 1610 war das Eigentum der Burg Gegenstand eines Streites zwischen Ferrante, Bernardo, Lucia und Beatrice Anguissola. Letztere, die ein Mitglied der Familie Scotti heiratete, installierte einen Familienfideikommiss auf ihren Teil des Eigentums. Aufgrund dieses Urkunde gelang es dem Markgrafen Fabio Scotti 1630, seinen Besitz eines Teils der Burg und des Burggrabens anerkennen zu lassen. Nach dem Tod des Grafen Cesare Albano Anguissola, der das Lehen auf San Giorgio übertrug, erwirkte die herzogliche Liegenschaftsverwaltung der Farneses für sich 1635 die Erlaubnis, sie dem Markgrafen Fabio Scotti zwei Jahre später gegen Zahlung von 24.000 Lire zu überlassen. Bei dieser Gelegenheit erhielt der Markgraf auch den Titel eines Grafen von San Giorgio. 1638 schloss er den Kauf der Burg mit dem Erwerb des Teils der Burg ab, der noch seinem Verwandten Ferrante Anguissola gehört hatte.
Ab 1676 entbrannte ein neuer Streit über das Lehen zwischen Annibale Scotti, einem Sohn von Fabio, und Antonio Maria Scotti, einem Enkel von Fabio, der wegen der Tatsache, dass sein Vater Luigi, selbst Sohn des Markgrafen Fabio, entscheidend zum Kauf des Lehens beigetragen habe, indem er die Hälfte der Summe, die man der herzoglichen Liegenschaftsverwaltung schuldete, aufbrachte, die Anerkennung seiner Rechte an dem Lehen forderte. Etwa 30 Jahre später wurde ein vorläufiges Urteil gefällt, das die Rechte von Antonio Maria Scotti anerkannte, jedoch zog sich der Prozess schließlich bis in die napoleonische Zeit hin.
Im Laufe des 18. Jahrhunderts wurde der westliche Teil des Komplexes von den Scottis in eine Adelsresidenz umgebaut und mit einem Garten versehen, während der südliche Teil an die Familie Porcelli abgegeben wurde.
1799 war die Burg in einige Scharmützel verwickelt, die sich am Rand der Schlacht an der Trebbia entwickelten, bei denen die Franzosen, die sich aus dem Westen zurückzogen, in der Festung verbarrikadierten, um zu versuchen, den Vormarsch der österreichisch-russischen Truppen unter der Führung von General Suworow aufzuhalten, die es am Ende überstanden hatten, aber die militärischen Ehren für die Besiegten aufgrund der heroischen Verteidigung anerkannten.
1876 verkaufte Sante Porcelli seinen Teil an der Burg für 6892 Lire der Gemeinde. Dieser Teil des Gebäudes wurde so dazu bestimmt, die Schulen und einige Gemeindebüros aufzunehmen. Der verbleibende Teil, den Daniele Ceresa-Costa gekauft hatte, ließen dieser und dessen Sohn umbauen. 1978 schloss die Gemeinde den Kauf der Burg ab, indem sie den verbleibenden Teil vom Istituto della Madonna della Bomba kaufte, die infolge des Todes des letzten Familienmitgliedes der Ceresas Eigentümer geworden waren, und zwar 1973.
Nach dem Erwerb leitete die Gemeinde San Giorgio den Umbau des Komplexes ein, der Sitz nicht nur der Gemeindebüros, sondern auch der örtlichen Bibliothek und Ort für sozio-kulturelle Veranstaltungen wurde.

## Beschreibung
Die Burg, die aus Stein und Mauerziegeln erbaut wurde, letztere zur Einrahmung von Türen und Fenstern verwendet, hat einen rechteckigen Grundriss mit Innenhof. Das Gebäude besitzt einen einzigen, hohen Turm mit rechteckigem Grundriss an der Hauptfassade, in dessen Nähe sich der Eingang befindet, der auch den Hauptbaukörper vom Turm trennt, wie beim Castello di Vigolzone. Über dem Eingang liegt ein kleiner hölzerner Balkon in L-Form.
Im Laufe der Zeit wurde das Gebäude häufig umgebaut, insbesondere im 18. Jahrhundert, was sein Aussehen verändert und zur Verfüllung des Burggrabens und zum Abbau der Zugbrücke, die durch eine Brücke aus Ziegelmauerwerk ersetzt wurde, geführt hat. Nach diesen Veränderungen kann man die einzelnen Teile der Burg leicht unterscheiden: Die Süd-, Ost- und zum Teil die Nordfassade haben zwei Stockwerke, wogegen die Westfassade und ein Teil der Nordfassade drei Etagen besitzen.